# Festung Kan
Die Festung Kan (auch Festung Kudayar Khan) ist eine Festungsruine aus dem 17. Jahrhundert im Rajon Batken (Kirgisistan). Sie liegt im Dorf gleichen Namens Kan etwa 64 Kilometer südlich der Stadt Batken im Tal des Flusses Soch in der Turkestankette.
Sie entstand während der Regierungszeit Khudayar Khans zur Blütezeit des Khanats Kokand an einer günstigen Stelle für die Verteidigung: Feinde konnten bereits aus großer Entfernung erkannt werden, die Festung galt als uneinnehmbar. Zu Sowjetzeiten wurde die Festung für dem Aprikosenanbau umfunktioniert.

## Anlage
Die Festung besteht aus Sandstein und erstreckt sich fast 500 Meter in die Länge und mehrere Hundert Meter in die Breite. Die Festung ist in 2 Teile gegliedert: der östliche diente als Wohngebiet, der westliche diente militärischen Zwecken. Die beiden Teile sind über eine kleine Brücke verbunden.
Die Festung ist noch relativ gut erhalten, Schießscharten und Räume lassen sich noch erkennen.